# Kanowna
Kanowna is een spookdorp in de regio Goldfields-Esperance in West-Australië.

## Geschiedenis
In 1893 vond Jerry McAuliffe een goudklomp in de streek. Er volgde een goldrush en verschillende mijnen werden in de omgeving opgestart. De plaats heette oorspronkelijk 'White Feather'.
In 1894 stichtte de overheid Kanowna. Volgens ondersecretaris van Mijnen H.C. Prinsep noemden de Aborigines de plaats Kanowna. Het is onzeker of het een plaatselijke Aboriginesnaam is. In Zuid-Australië bestaat er een 'Kanowna Station'. Een van de eerste goudzoekers zou vandaar afkomstig zijn geweest en de naam hebben meegebracht. Volgens een andere bron zou het woord zijn afgeleid van 'kana' of 'gana' wat "plaats van geen slaap" betekent en betrekking zou hebben op de harde stenen ondergrond.
Sims en Gresson vonden in 1897 ten oosten van Kanowna een rijke goudader onder de rotsbodem. Dat jaar kreeg Kanowna elektriciteit en reden de eerste treinen tussen Kalgoorlie en Kanowna.
Tegen 1907 telde Kanowna 12.000 inwoners, 16 hotels en 2 brouwerijen. Er reed om het uur een trein naar Kalgoorlie. Van 1893 tot 1907 produceerde het Kanowna-goudveld meer dan 4.300 kilogram goud. Na 1914 geraakte het makkelijk te delven goud uitgeput en Kanowna's bevolkingsaantal begon terug te lopen. Tijdens de crisis van de jaren 30 werd de spoorweg uit dienst genomen en sloot de school. Zelfstandige goudzoekers en kleinschalige operaties verlieten het goudveld tegen 1946. In 1952 sloot het laatste hotel de deuren. Zeven jaar later, in 1959, werd het plaatsje ontmanteld. Kanowna werd een spookdorp met twee kerkhoven en panelen met toeristische informatie.
Van 1896 tot 1922 was Kanowna de hoofdplaats van een naar haar vernoemd lokaal bestuursgebied.

Bestuurlijke evolutie van Kanowna

## 21e eeuw
Kanowna maakt deel uit van het lokale bestuursgebied (LGA) City of Kalgoorlie-Boulder waarvan Kalgoorlie de hoofdplaats is. Sinds 1 maart 2014 is de in 1989 ontdekte Kanowna Bell-goudmijn in handen van 'Northern Star Resources Limited'.
Volgens de volkstelling van 2016 telde de omgeving van Kanowna 10 inwoners.

## Transport
Kanowna ligt langs de Goldfields Highway, 615 kilometer ten oostnoordoosten van de West-Australische hoofdstad Perth, 144 kilometer ten zuidzuidoosten van Menzies en 20 kilometer ten noordoosten van Kalgoorlie.
De spoorweg die langs Kanowna loopt maakt deel uit van het goederenspoorwegnetwerk van Arc Infrastructure.

## Klimaat
Kanowna kent een warm steppeklimaat, BSh volgens de klimaatclassificatie van Köppen.

## Trivia
- De film Kanowna uit 2010 speelt zich af in 1902 in de West-Australische goudvelden en gaat over een goudzoeker die een kind verwekt bij een Japanse prostitué.[7]

- Het Museum van West-Australië heeft een aantal foto's van het voormalige Kanowna in haar collectie.[8]

Agnew · Balagundi · Balgarri · Bardoc · Beria · Black Flag · Bonnie Vale · Boorara · Boulder · Broad Arrow · Buldania · Bullabulling · Bulong · Burbanks · Burtville · Callion · Cascade · Comet Vale · Condingup · Coolgardie · Coonana · Cosmo Newbery · Cundeelee · Dalyup · Davyhurst · Duketon · Dundas · Dunnsville · Esperance · Eucla · Eulaminna · Euro · Feysville · Forrest · Gibson · Gindalbie · Golden Ridge · Goongarrie · Grass Patch · Gudarra · Gwalia · Higginsville · Hopetoun · Israelite Bay · Jerdacuttup · Kalgoorlie · Kambalda · Kambalda West · Kanowna · Kathleen · Kintore · Kookynie · Kurnalpi · Kunanalling · Kundana · Kurrajong · Kurrawang · Lakewood · Laverton · Lawlers · Leinster · Leonara · Linden · Londonderry · Loongana · Malcolm · Menzies · Mertondale · Mount Burges · Mount Ida · Mount Margaret · Mount Morgans · Mulgarrie · Mulwarrie · Mulline · Mungari · Munglinup · Murrin Murrin · Niagara · Norseman · Ora Banda · Princess Royal · Ravensthorpe · Rawlinna · Salmon Gums · Scaddan · Sir Samuel · Tampa · Vivien · Warburton · Waverley · Widgiemooltha · Windanya · Wingellina · Woodarra · Yarri · Yerilla · Yunndaga · Yundamindera · Zanthus